# Hermann Neuhaus (Maler)

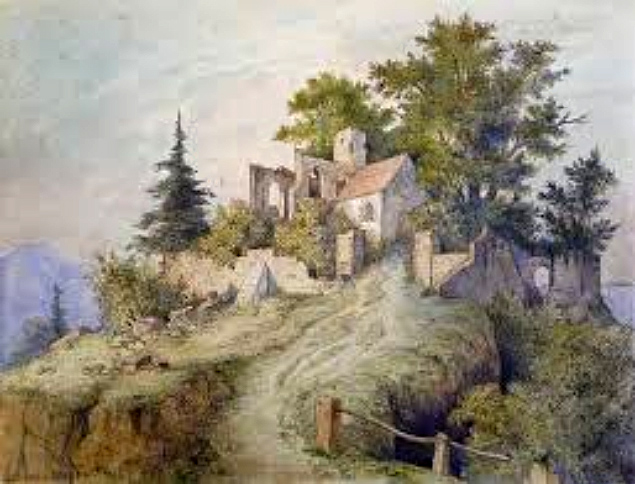
Gebirgslandschaft mit Klosterruine 1892

Hermann Neuhaus (* 28. Februar 1863 in Barmen; † 3. Juli 1941) war ein deutscher Historien- und Genremaler sowie Architekt in Wolfratshausen.

## Leben
Neuhaus besuchte von 1880 bis 1882 die Kunstakademie in Düsseldorf, zunächst die Elementarklasse von Andreas Müller, gefolgt von der Antiken- und Naturklasse von Peter Janssen. 1883 ging Neuhaus nach München, wo er bis 1887 zunächst Schüler von Bruno Piglhein, dann von Fritz von Uhde war. Er war zudem ein Schüler und Verehrer von Franz von Lenbach. In den Jahren 1887 bis 1891 lebte er zeitweise in Brüssel, ehe er nach München zurückkehrte. Neuhaus führte den Titel Professor. Bei der Ausstellung in Berlin 1901 wurde über seine dort ausgestellten Werke gesagt, dass nur wenige unter ihnen den Erwartungen gerecht wurden und sie nicht mehr an seine früher gezeigten Leistungen heranreichten. Sie zeichneten sich allerdings dadurch aus, dass er die verwendeten Rahmen mit in das Gesamtkunstwerk integrierte. So zeigte die unteren Leiste des Rahmens einer Rheinlandschaft an der Loreley einen toten Schiffer auf dem Grunde des Stromes, der von Nixe gehalten wurde. Das Triptychon Tod und Leben war hingegen auf dem Rahmen von rotflammigen Lichtern umgeben. Ein Selbstporträt des Künstlers wurde hingegen als seiner angemessen beschrieben.
Werke (Auswahl)
- Der verlorene Sohn. ein Triptychon, das 1896 mit den Mitteln der Florentin Wehner-Stiftung vom Museum der bildenden Künste in Leipzig angekauft wurde.
- Er schuf 1909 unter anderem ein Fresko von der Bergpredigt in der evangelischen Kirche in Wolfratshausen.
- Das Auferstehungsfresko im Stollwerck-Mausoleum in Hohenfried stammt ebenfalls von ihm.